# عبد الله الكعبي (لاعب كرة قدم)
عبد الله الكعبي (ولد في 5 نوفمبر 1988 في المحرق، البحرين) لاعب كرة قدم بحريني يجيد اللعب في مركز حارس المرمى. يلعب حاليا لصالح الحد الذي ينافس في الدوري البحريني الممتاز منذ 2022.

## الإنجازات
- الدرجة الأولى (3): 2009، 2011، 2015
- كأس ملك البحرين (5): 2009، 2011، 2012، 2013، 2016
- كأس ولي العهد (1): 2009
- كأس الاتحاد الآسيوي (1): 2008
- كأس الاتحاد البحريني (1): 2009
- كأس الخليج للأندية (1): 2012